# كريم ميميا
كريم ميميا مواليد 6 يناير 1996 في سراييفو، هو لاعب كرة قدم بوسني. يلعب كمدافع. مثّل منتخب البوسنة والهرسك لكرة القدم.

## المسيرة الاحترافية

### أندية لعب لها
- نادي جيلييزنيتشار ساراييفو
- نادي فايله

## روابط خارجية
- كريم ميميا على موقع الاتحاد الأوربي (الإنجليزية)
- كريم ميميا على موقع قاعدة بيانات كرة القدم.إي يو (الإنجليزية)
- كريم ميميا على موقع Soccerway.com (الإنجليزية)
- كريم ميميا على موقع عالم كرة القدم.نت (الإنجليزية)